# Los 100 éxitos del pop español. Volumen 2
Los 100 éxitos del pop español. Volumen 2 es un álbum recopilatorio de varios artistas, editado en 1998, compuesto por 25 canciones, perteneciente a la compañía discográfica Polymedia.

## Canciones
| N.º | Título                                    | Intérprete                   | Duración |  |
| 1.  | «El sitio de mi recreo»                   | Antonio Vega                 |          |  |
| 2.  | «Que te voy a dar»                        | Seguridad Social             |          |  |
| 3.  | «El ascensor»                             | Luz Casal                    |          |  |
| 4.  | «Sobre un vidrio mojado»                  | Los Secretos                 |          |  |
| 5.  | «Aquí no hay playa»                       | The Refrescos                |          |  |
| 6.  | «Cosas de la edad»                        | Modestia Aparte              |          |  |
| 7.  | «Television Star»                         | Un Pingüino en mi Ascensor   |          |  |
| 8.  | «No controles»                            | Olé Olé                      |          |  |
| 9.  | «Voy a ser mamá»                          | Almodóvar y McNamara         |          |  |
| 10. | «Preparado para el rock and roll»         | Alarma!!!                    |          |  |
| 11. | «Los amigos de mis amigas son mis amigos» | Objetivo Birmania            |          |  |
| 12. | «Suerte»                                  | Rico                         |          |  |
| 13. | «Pensando en ti»                          | Cadillac                     |          |  |
| 14. | «Al mar»                                  | La Red                       |          |  |
| 15. | «Caray»                                   | Loquillo y Gabinete Caligari |          |  |
| 16. | «Venezia»                                 | Hombres G                    |          |  |
| 17. | «Ya lo verás»                             | 56 Hamburguesas              |          |  |
| 18. | «Santa Lucía»                             | Miguel Ríos                  |          |  |
| 19. | «Esta noche me quiero descolgar»          | Trupita                      |          |  |
| 20. | «Vaqueros nuevos»                         | Parachoques                  |          |  |
| 21. | «Tormenta»                                | Las Novias                   |          |  |
| 22. | «Manué»                                   | Los Inhumanos                |          |  |
| 23. | «Bajo la luz de la luna»                  | Los Rebeldes                 |          |  |
| 24. | «Tu mal humor»                            | Tennessee                    |          |  |
| 25. | «Mueve tus caderas»                       | Burning                      |          |  |